# Oakland (Florida)
Oakland város az Amerikai Egyesült Államok Florida államában, Orange megyében. Lakosainak száma 3516 fő (2020. április 1.).

## Népesség
A település népességének változása:

| 2010 | 2 538 |
| 2020 | 3 516 |